# Suzanne Bianchetti
Suzanne Bianchetti (24 de febrero de 1889 en el VIII Distrito de París,-IX Distrito, el 17 de octubre de 1936) fue una actriz francesa. 
Su esposo René Jeanne creó en su memoria, en 1937 el Premio Suzanne-Bianchetti, otorgado a la actriz más prometedora del año.
Se debe al pintor Bécan un retrato de Suzanne Bianchetti conservado a la Biblioteca nacional de Francia.

## Filmografía
- 1917 : La Mujer francesa durante la guerra de Alexandre Devarennes
- 1918 : Riquette se casa de Alexandre Devarennes
- 1918 : Riquette y el nuevo rico de Alexandre Devarennes
- 1919 : Tres familias de Alexandre Devarennes
- 1919 : Su gosse de Henri Desfontaines
- 1920 : Flipotte de Jacques de Baroncelli
- 1920 : Agenor, chevalier sin miedo de Callamand
- 1920 : La Marsellesa de Henri Desfontaines
- 1921 : Una bruta de Daniel Bompard
- 1921 : El Sueño de Jacques de Baroncelli
- 1921 : El Padre Goriot de Jacques de Baroncelli
- 1921 : Noche de año nuevo de Piedra Colombier
- 1922 : Los Misterios de París : de Charles Burguet : Marquesa de Harville
- 1922 : Jocelyn de Léon Poirier
- 1923 : El Asunto del correo de Lyon de Léon Poirier : Clotilde de Argence
- 1923 : La Leyenda de sœur Béatrix de Jacques de Baroncelli
- 1924 : Violettes impériales de Henry Roussell
- 1924 : La Niña de los palcos de René Leprince
- 1924 : La Flambée de los sueños (o Un hombre rico) de Jacques de Baroncelli
- 1924 : La muerte feliz de Serge Nadejdine : Lucie Larue
- 1925 : Señora, si no molesta de Léonce Perret : La emperatriz
- 1925 : La Brière de Léon Poirier
- 1925 : El Negro blanco de Nicolas Rimsky y Henry Wulschleger
- 1925 : La Ronda de noche de Marcel Silver
- 1925 : Las Aventuras de Robert Macaire de Jean Epstein : Louise de Sermèze
- 1927 : Napoleón Bonaparte (Napoleón) de Abel Gance : Marie-Antoinette
- 1927 : Amores exotiques de Léon Poirier
- 1927 : Casanova de Alexandre Volkoff : Catherine II
- 1928 : Abrazadme de Robert Péguy
- 1928 : Verdun. Visiones de Historia  de Léon Poirier : The Wife+ la versión sonorisée de 1931
- 1929 : Los Mufles de Robert Péguy
- 1929 : Cagliostro - Liebe und Leben eines großen Abenteurers de Richard Oswald : Marie-Antoinette
- 1929 : Lo eterno ídolo de Guido Brignone
- 1930 : Príncipes del látigo de Marcel L; Wion
- 1930 : El Rey de París de Léo Mittler
- 1932 : Violettes impériales de Henry Roussell : Eugénie de Montijo
- 1932 : La Loca Noche de Robert Bibal
- 1934 : A las puertas de París de Charles Barrois
- 1936 : La Llamada del silencio  de Léon Poirier : La mujer del mundo